# کمیته المپیک لبنان
کمیته المپیک لبنان (عربی: اللجنة الأولمبية اللبنانية) یک سازمان ورزشی است که نماینده کشور لبنان در کمیته بین‌المللی المپیک می‌باشد.
این سازمان که در سال ۱۹۴۷ تأسیس شده مسئول آماده‌سازی و اعزام ورزشکاران به بازی‌های المپیک، بازی‌های المپیک جوانان و بازی‌های آسیایی است.